# البحرين في الألعاب الأولمبية الصيفية 2000
تنافست البحرين في دورة الألعاب الأولمبية الصيفية 2000 في سيدني بأستراليا.
كانت فاطمة كراشي التي مثلت البحرين في السباحة أصغر متنافس من أي حدث وأي جنسية في دورة الألعاب حيث كانت تبلغ من العمر 12 سنة فقط. كما كانت أيضا مع العداء مريم الحلي أول دفعة من الرياضيات النساء اللاتي تمثلن البحرين في دورة الألعاب الأولمبية على الرغم من أن امرأتين قد مثلتا البحرين في دورة الألعاب البارالمبية في عام 1984.

## النتائج حسب الحدث

### ألعاب القوى
- 800 متر رجال: الدور الأول - محمد صالح هادي حيدرة - 01:56.64 دقيقة - لم يتأهل.
- 100 متر سيدات: الدور الأول - مريم الحلي - 13.98 ثانية - لم تتأهل.

### السباحة
- 100 متر حرة رجال: الدور التمهيدي - داود يوسف - 01:02.45 دقيقة - لم يتأهل.
- 50 متر حرة سيدات: الدور التمهيدي - فاطمة كراشي - غير مؤهلة - لم تتأهل.